# MiKTeX
MiKTeX ist eine TeX-Distribution für Windows, MacOS und Linux, die auch als Docker-Image verfügbar ist. Die ergänzenden MiKTeX Tools wurden ebenso auf GNU/Linux portiert. Der Name MikTeX leitet sich vom Login des Entwicklers Christian Schenk ab: MiK für Micro-kid.
Mit einem Installationsprogramm werden die benötigten TeX-Pakete (beispielsweise für LaTeX oder ConTeXt) aus dem Internet (CTAN-Server) oder von einem local package repository (z. B. der MiKTeX-CD) geladen und danach auf dem Rechner installiert. Ein Aktualisieren der Pakete ist möglich, außerdem werden benötigte, noch nicht vorhandene Pakete bei Bedarf nachgeladen und installiert.
Seit einiger Zeit wird auch eine 64-Bit-Version angeboten.

## Speicherbedarf
Für Anwender unter Windows wird auf der offiziellen Downloadseite der Basic-Installer angeboten, welcher die Installation eines TeX-Minimalsystems ermöglicht. Die Installationsdatei ist etwa 150 MB groß. Über die damit mit installierte „MiKTeX Console“ können anschließend die weiteren Pakete aus dem MiKTeX Repository geladen werden. Bei Version 23.4 müssen für die Installation sämtlicher 6674 Pakete ungefähr 4,5 GB aus dem Internet geladen und 8,8 GB auf der Festplatte installiert werden.

## Angepasste Editoren
Die meisten Programme der Distribution liegen als Kommandozeilenversionen vor, daher ist zum Schreiben des LaTeX-Quelltextes ein Texteditor notwendig. Es existieren mehrere Editoren, die für die Verwendung mit MiKTeX angepasst sind und ein IDE-artiges Frontend bieten. Dazu zählen das für MiKTeX entworfene und häufig parallel genutzte TeXnicCenter (GPL), der plattformunabhängige Editor Texmaker (GPL), der Public-Domain-Editor WinShell, das Shareware-Programm WinEdt, die kostenlose Entwicklungsumgebung LEd (LaTeX Editor), der Editor Kile (GPL) des KDE-Projektes sowie das LaTeX-Frontend LyX. In neueren Distributionen ist der Editor TeXworks, welcher dem für Mac entwickelten TeXShop nachempfunden ist, integriert. Es gibt jedoch auch für den Editor emacs bzw. XEmacs eine spezielle LaTeX-Umgebung, sie heißt AUCTeX und bietet zusammen mit dem Paket RefTeX eine komfortable Arbeitsumgebung, insbesondere für größere Arbeiten (Diplomarbeiten, Bücher), die über mehrere Filialdokumente verteilt sind; unter Unix bietet XEmacs zusammen mit X-symbol auch eine WYSIWYG-ähnliche Ansicht. Des Weiteren existiert ein Plug-in namens TeXlipse für die Entwicklungsumgebung Eclipse, so dass auch mit diesem Programm das Erstellen von LaTeX-Dokumenten möglich ist.